# اشلایتس

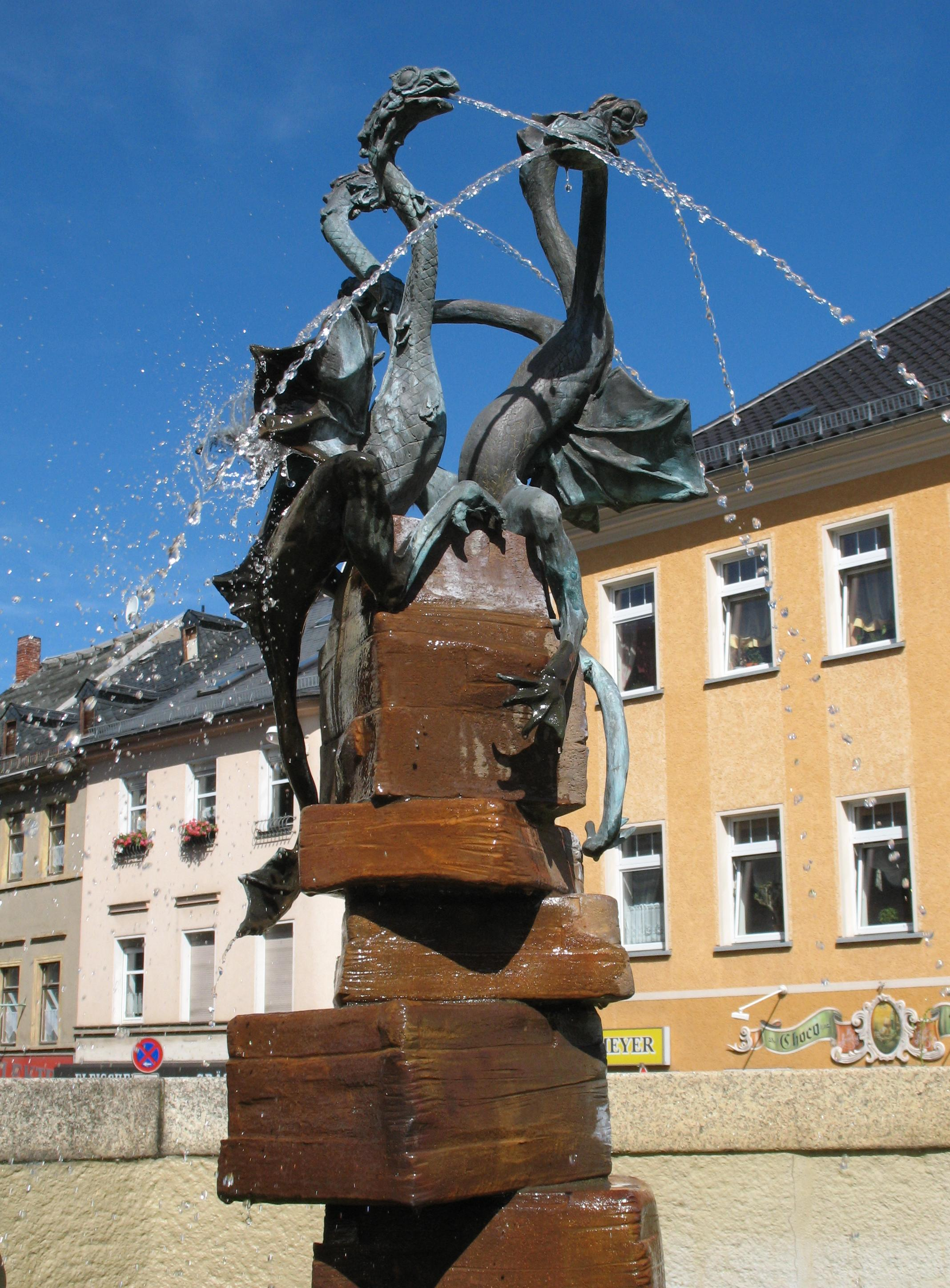
فواره

شهر اشلایتس (به آلمانی: Schleiz) در ایالت تورینگن در کشور آلمان واقع شده‌است.